# Hits U Missed Vol. 5: The Pre-Mixes
Albums de Masta Ace
Grand Masta: The Remix & Rarity Collection
(2006) Arts & Entertainment
(2009)
Hits U Missed Vol. 5: The Pre-Mixes est une compilation de Masta Ace, sortie le 29 juillet 2008. 

## Liste des titres
| No  | Titre                                            | Durée |
| --- | ------------------------------------------------ | ----- |
| 1.  | Nostalgia                                        |       |
| 2.  | Soda & Soap (Original Version Touch of Jazz)     |       |
| 3.  | Ladder of Success                                |       |
| 4.  | Brooklyn Masala (Original Version Touch of Jazz) |       |
| 5.  | Days Are Longer                                  |       |
| 6.  | Enuff (Original Version Touch of Jazz)           |       |
| 7.  | Got To Be Me (Unreleased 1998)                   |       |
| 8.  | Sacrificed                                       |       |
| 9.  | Live Thru Us (Unreleased 1998)                   |       |
| 10. | Wishing (Rob Delight Remix)                      |       |
| 11. | Hot 97 Freestyle For Peter Rosenberg             |       |
| 12. | A.B.C. (Original Version 1997)                   |       |
| 13. | The Same                                         |       |
| 14. | Two's & Three's                                  |       |
| 15. | The Start of Things                              |       |
| 16. | Give It To Me                                    |       |
| 17. | Is This the End?                                 |       |